# Together (canción de Ryan O'Shaughnessy)
«Together» es una canción interpretada por el cantante irlandés Ryan O'Shaughnessy. El tema, compuesto entre otros por el propio O'Shaughnessy, representó a Irlanda en el Festival de la Canción de Eurovisión 2018. La canción es una balada romántica que trata sobre 2 personas juntas.

## Festival de la Canción de Eurovisión 2018
El 31 de enero de 2018, la televisión pública irlandesa, RTÉ, anunció que Ryan O'Shaughnessy sería el representante gaélico en el Festival de la Canción de Eurovisión 2018 con la canción «Together».
El tío de Ryan, Gary O'Shaughnessy representó a Irlanda en el Festival de la Canción de Eurovisión 2001 con la canción «Without Your Love», con la que recibió seis puntos y acabó vigésimo primero.